# Peñarrubia (Kantabrien)
Peñarrubia ist eine Gemeinde in der spanischen Autonomen Region Kantabrien.  In dieser Gemeinde befindet sich die Schlucht von La Hermida, das Tor zum Tal von Liébana. Hier befindet sich auch das Thermalbad von La Hermida, das vom Wasser des Flusses Deva gespeist wird.

## Orte
- Caldas
- Cicera
- La Hermida
- Linares (Hauptort)
- Navedo
- Piñeres
- Roza

## Bevölkerungsentwicklung
| 1842 | 1900 | 1950 | 1981 | 1991 | 2001 | 2011 |
| ---- | ---- | ---- | ---- | ---- | ---- | ---- |
| 494  | 959  | 1017 | 458  | 348  | 317  | 362  |